# Prvenstvo Jugoslavije u hokeju na travi 1962.
Jugoslavensko prvenstvo u hokeju na travi za 1962. godinu je drugi put zaredom osvojio Jedinstvo iz Zagreba.

## Ljestvica
| mj. | klub             | ut. | pob. | rem. | por. | po.g | pr.g | bod |
| --- | ---------------- | --- | ---- | ---- | ---- | ---- | ---- | --- |
| 1.  | Jedinstvo Zagreb | 3   | 3    | 0    | 0    | 7    | 0    | 6   |
| 2.  | BASK Beograd     | 3   | 2    | 0    | 1    | 6    | 1    | 4   |
| 3.  | Marathon Zagreb  | 3   | 1    | 0    | 2    | 2    | 4    | 2   |